# Kolonigué
Kolonigué is een gemeente (commune) in het District (Cercle) Koutiala van de Regio Sikasso in Mali. De gemeente telt 23.000 inwoners (2009).
De gemeente bestaat uit de volgende plaatsen:
- Farakoro
- Faraoula
- Hermakono
- M'Peresso
- Molobala (hoofdplaats)
- N'Tosso
- Sogo
- Sokourani
- Sougoulasso
- Sousoula
- Tarasso 1
- Tarasso 2